# 里加广播电视塔
里加广播电视塔位于拉脱维亚首都里加，是波罗的海国家和欧盟目前最高的獨立建筑物。它兴建于1979年到1989年期間，由蘇聯中央政府資助。最高点达到368.5公尺，位列欧洲第三高塔（仅次于540公尺的奥斯坦金诺电视塔和385公尺的基辅电视塔），也是世界第16座高塔。
在97公尺高度設有一个观景台，可以看到大部分里加的都市景觀。2006年之前，電視塔在93公尺處設有餐廳。

## 設備
广播电视塔建立在道加瓦河中央的Zaķusala岛，塔基海拔高7米。该塔据说能够经受住的极端风速高达44米/秒，而不产生能观察到的振动。該塔被設計成承受大小7.5地震，預計使用壽命可達250年之久。
该塔設有两部电梯，在东北和西南塔柱各有一部，第三个塔柱设有一个楼梯。其中广播电视設備从1986年开始广播。但建設工作一直持續到1989年才完成。
自2019年5月起，該塔將關閉約五年時間，用於進行電視塔翻新和擴建工程，并計劃在2024年重新將向公眾開放，估計成本為四千到五千萬歐元。 